# Carlos María Bru
Carlos María Bru Purón (Astudillo, Palencia, 28 de febrero de 1927) es un jurista y político español. 

## Biografía
Hizo el bachillerato en el Colegio Nuestra Señora del Pilar (Marianistas) de Madrid. Se licenció en Derecho en la Universidad Complutense y completó sus estudios en La Sorbona. En 1956 ganó las oposiciones a notario por el Colegio de Sevilla, y tras otras localidades, ejerció su profesión en Alcobendas (Madrid) hasta su jubilación en 1997. Máster en Derecho Internacional Público, UCM 2014.
Durante su etapa universitaria perteneció a la organización clandestina “Juventudes monárquicas” en pro de la restauración en la persona de Juan de Borbón y Battenberg, y posteriormente junto con los miembros de “Unión Española” acudió a los actos en Estoril encaminados a ese objetivo. En 1961 se incorporó a la semi-tolerada Asociación Española de Cooperación Europea (AECE), en la que fue Vicesecretario.
De 1962 a 1967, miembro junto con Pedro Laín, José Luis Aranguren, Dionisio Ridruejo, Julián Marías, José Luis Cano y Fernando Chueca del “Comité espagnol d’entre –aide” que, bajo los auspicios del Congreso por la Libertad de la Cultura, prestó ayudas a intelectuales perseguidos o mal considerados por el régimen franquista. 
Junto con 137 demócratas españoles del interior y del exilio participó en el IV Congreso del Movimiento Europeo celebrado en 1962, reunión que fue calificada por el Régimen como el Contubernio de Munich, y por cuya asistencia fue privado de pasaporte. Posteriormente detenido como participante en la reunión “avenida del Mediterráneo” en relación con el Consejo de Burgos. Hubo de comparecer en dos ocasiones ante el Tribunal de Orden Público con motivo de correspondencia secuestrada y artículo en Cuadernos para el Diálogo.
Perteneció a los siguientes clandestinos partidos: de 1961 a 1968 Democracia Social Cristiana presidido por José María Gil-Robles, de 1968 a 1978 a Izquierda Democrática, a su vez presidido por Joaquín Ruiz-Giménez Cortés, en cuya organización ejerció de vicepresidente.
En 1979 se incorporó al Partido Socialista Obrero Español al que pertenece desde entonces.
En las elecciones generales de 1982 obtuvo un escaño de diputado por Madrid, y desde 1986 a 1994, y temporalmente en 1999, fue diputado del Parlamento Europeo, en el que ejerció como Vicepresidente de la Comisión de Asuntos Constitucionales, vocal de las de Justicia, Reglamento y Medio Ambiente y miembro de las Delegaciones interparlamentarias con Austria, Israel y Australia.
Desde 1980 ha ejercido sucesivas responsabilidades –secretario general, presidente, vicepresidente adjunto, miembro del Comité de Honor- en el Consejo Federal Español del Movimiento Europeo (CFEME). Fue vicesecretario y consejero jurídico, hoy vocal emérito, de UNICEF España. 
Recibió el “VIII Premio Ciudadanos 2010” y, compartido, el “Premio Enrique Ruano de Derechos Humanos 2012”. "Medalla al Mérito Notarial 2022",
Homenajeado en el libro, VVAA, "Un europeísta imprescindible (...) Carlos Mª Bru", (Marcial Pons, 2022)

## Publicaciones
Es autor de las siguientes obras:
- “Gestión y Cogestión” (Edicusa, 1972)
- “Crítica y polémica” (Arión, 1977)
- “Ciudadanía europea” (Sistema, 1994)
- “Reforma nonnata del Código Civil” (Consejo del Notariado, 1996)
- “El Congreso por la libertad de la cultura y la oposición democrática al franquismo” (Antonio Machado, 2019)
- "La iniciativa ciudadana europea: Aproximación histórica y conceptual" (BOE, 2022)

Director y coautor de: 
- “Diccionario de la Unión Europea” (Universitas, 1999)
- “Exégesis conjunta de los Tratados vigentes y constitucional europeos” (Civitas-Thomson 2005)

Coautor de :
- “Semblanza de Izquierda democrática” (Avance, 1976)
- “El papel de las Regiones en Europa” (Bª Nueva, 2003)
- “Derecho comunitario” (Consejo Notariado 2004)
- “Cuando la transición se hizo posible, el Contubernio de Munich” (Tecnos, 2ª, 2013)
- “Treinta años de España en la UE” (M. Pons, 2015)
- "Europa como tarea" (M. Pons, 2018)
- "El Contubernio de Múnich 60 años después" (Catarata, 2022)
- "Una Unión Europea necesitada de reforma" (Catarata, 2022)

También en libros colectivos de homenaje a Marcelino Oreja Aguirre y Carlos Molina del Pozo.
Autor de numerosos artículos en “El País”, revistas como “Discusión y convivencia”, “Cuadernos para el diálogo”, “Tiempo de España”, "Movimiento Europeo", “Sistema”, “Tiempo de paz”, “Temas para el debate”, ”Revista de Instituciones europeas”,  “Goya”, “Escritura pública”, “Notario del siglo XXI”, “Revista jurídica del Notariado”, en digitales “Diario Progresista”, “El Plural” y “Ahora”, cartas Director El País.
Conferencias, seminarios, entrevistas en radio, TV, etc.